# Noruega en los Juegos Olímpicos de Londres 1948
Noruega estuvo representada en los Juegos Olímpicos de Londres 1948 por un total de 81 deportistas que compitieron en 12 deportes.  
El portador de la bandera en la ceremonia de apertura fue el atleta Godtfred Holmvang.

## Medallistas
El equipo olímpico noruego obtuvo las siguientes medallas:
| Nombre | Deporte            | Competición                     |
| --- | ------------------ | ------------------------------- |
| Oro |                    |                                 |
| Sigve Lie Håkon Barfod Thor Thorvaldsen | Vela               | Dragon M                        |
| Plata |                    |                                 |
| Bjørn Paulson | Atletismo          | Salto de altura M               |
| Aage Eriksen | Lucha grecorromana | 67 kg M                         |
| Ivar Mathisen Knut Østby | Piragüismo         | K2 10 000 m M                   |
| Bronce |                    |                                 |
| Eivind Skabo | Piragüismo         | K1 10 000 m M                   |
| Kristoffer Lepsøe Thorstein Kråkenes Harald Kråkenes Hans Hansen Halfdan Gran Olsen Leif Næss Thor Pedersen Carl Henrik Monssen Sigurd Monssen (t) | Remo               | Ocho con timonel (M8+) M        |
| Willy Røgeberg | Tiro               | Rifle en tres posiciones 50 m M |